# 1.ᵉʳ Regimiento de Marines
El 1.er Regimiento de Marines (del inglés: 1st Marine Regiment) es un regimiento de infantería del Cuerpo de Marines de los Estados Unidos con base en Camp Pendleton, California. El regimiento, a veces conocido como Inchon, es una unidad subordinada de la 1.ª División de Marines.

## Unidades subordinadas
El regimiento se compone de cuatro batallones de infantería y una compañía del Cuartel General
- Cuartel General  (HQ / 1)
- 1.er Batallón, 1.er, Regimiento (01/01)
- 2.º Batallón, 1.er, Regimiento (02/01)
- 3.er Batallón, 1.er, Regimiento (03/01)
- 1.er Batallón, 4.º Regimiento (01/04) - (asignado al 1.er Regimiento de Marines, por razones históricas)

## Historia
El 1.er Regimiento de Marines fue activado Filadelfia, Pennsylvania el 27 de noviembre de 1913. En este momento se le designó como 2nd Advanced Base Force. Durante los primeros años de su existencia, el regimiento fue empleado principalmente como una fuerza de combate en las llamadas guerras bananeras, en el área del Caribe. El primero de estos compromisos se produjo en abril de 1914, cuando el regimiento se apoderó del puerto de Veracruz en México.
Participaron en las campañas en Haití (1915-1916) y en la República Dominicana (1916). El 1 de julio de 1916, esta organización fue redesignada como el 1.er Regimiento de Marines. En diciembre de 1918, el 1.er Regimiento regresó al Caribe y estuvo desplegado en Cuba durante seis meses.
Después de su segunda gira Dominicana es desactivado, pero posteriormente fue reactivado en Quántico, Virginia el 15 de marzo de 1925. El regimiento recibió su denominación actual de 1.er Regimiento de la 1.ª División el 10 de julio de 1930.
El 1 de noviembre de 1931 el 1.er Regimiento fue de nuevo desactivado.
No sería hasta el 1 de febrero de 1941, en plena Segunda Guerra Mundial, cuando de nuevo fue activado, en esta ocasión en Culebra, Puerto Rico como parte de la 1.ª División de Marines.

### Segunda Guerra Mundial

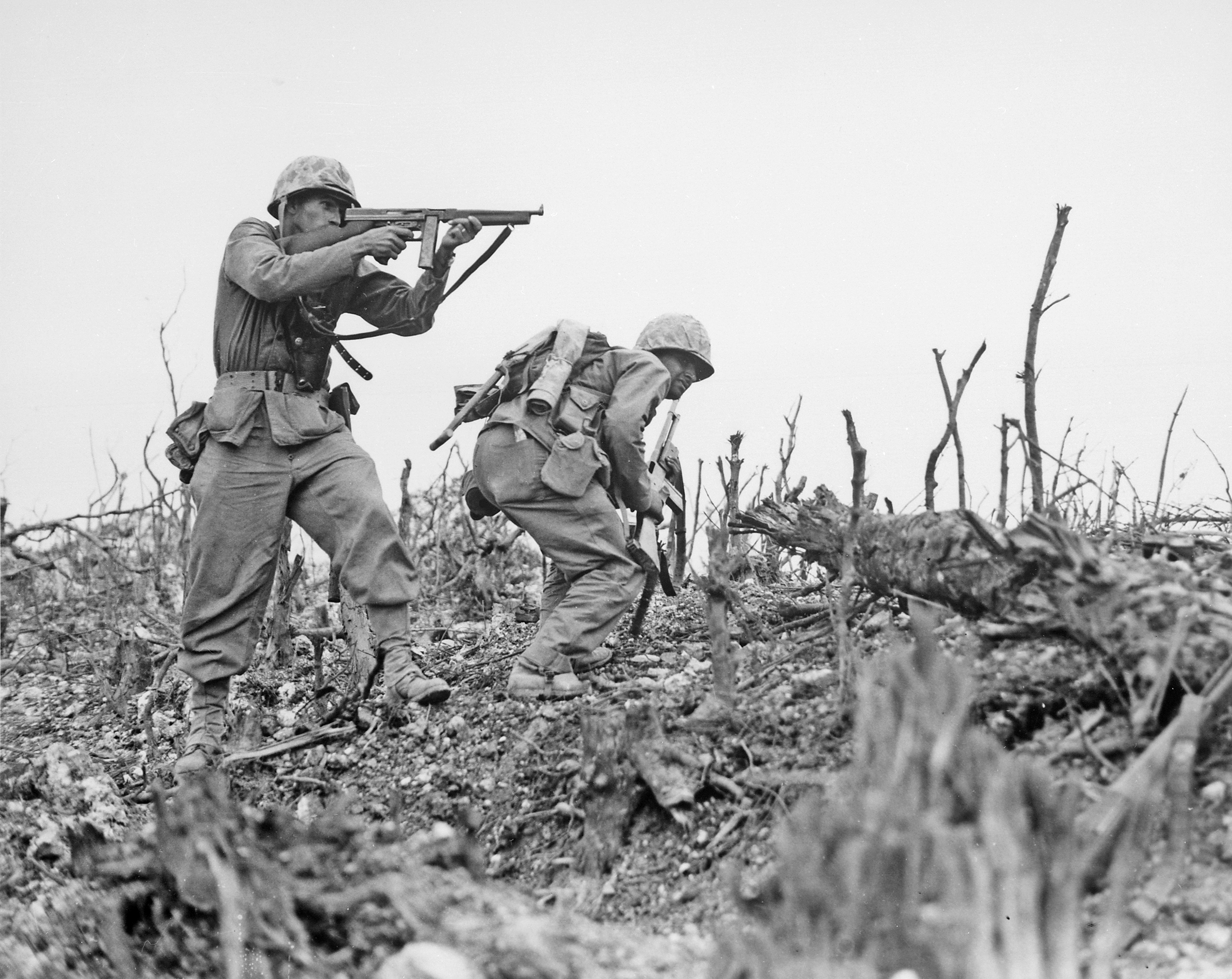
Marines del Regimiento en la Batalla de Okinawa.

El 1.er Regimiento se mantuvo en un bajo estado de disponibilidad al inicio de la guerra, sus cuadros acababan de ser reconstituidos, sin embargo poseía un liderazgo muy fuerte en los niveles superiores. Partieron de San Francisco en junio de 1942 a bordo de ocho buques, con rumbo al Pacífico Sur. Los marines desembarcaron el 7 de agosto de 1942 en Guadalcanal, una isla de las Salomón, y combaten durante la Campaña de Guadalcanal hasta que son relevados el 8 de diciembre de 1942.
Algunos de los combates más duros que tuvo el regimiento en Guadalcanal tuvieron lugar el 21 de agosto de 1942, durante la Batalla de Tenaru, fue el primer contraataque japonés de la campaña.  Tras su primera campaña, el regimiento fue enviado a Melbourne, Australia para descansar. Durante su estancia allí estaban alojados en el Melbourne Cricket Ground hasta que lo abandonaron en septiembre de 1943.
El 1.er  Regimiento volvería a entrar en acción durante la Operación Cartwheel que era el nombre en clave para las campañas de Nueva Guinea y Nueva Bretaña. El regimiento sería el primero en desembarcar en la Batalla del Cabo Gloucester el 26 de diciembre de 1943. Lucharon en Nueva Bretaña hasta febrero de 1944 en lugares como Suicide Creek y Ajar Ridge'.
La siguiente batalla del 1.er Regimiento sería la más sangrienta, la Batalla de Peleliu. El regimiento desembarco en la isla el 15 de septiembre de 1944 como parte la 1.ª División de Marines. El comandante general de la división, el Mayor General de William H. Rupertus predijo que los combates serán, ... Duros, pero cortos. No más tres o cuatro días - una lucha como en Tarawa. Duros, pero rápidos. Cuando terminemos podremos volver a una zona de descanso.
Los marines del 1.er Regimiento lucharon en Peleliu durante 10 días antes de ser retirados después de sufrir un 56% de bajas. El regimiento fue diezmado por la artillería pesada y fuego de armas pequeñas en las proximidades de Bloody Nose Ridge. Repetidos asaltos frontales con la bayoneta calada fracasaron en su intento de derrotar a los japoneses de la 14.ª División. Los diez días de combates en Peleliu costaron al 1.er Regimiento 1749 víctimas.
El último compromiso de la Segunda Guerra Mundial II para el regimiento fue la Batalla de Okinawa.
En septiembre de 1945, el 1.er Regimiento fue desplegado en el norte de China, se encargaron de la repatriación de los soldados japoneses. Permaneció en China hasta febrero de 1949. Volvieron a Camp Pendleton y fueron desactivados el 1 de octubre de 1949.

### Guerra de Corea
Fue activado de nuevo el 4 de agosto de 1950. El 15 de septiembre, la 1.ª División de Marines, incluyendo el 1.er Regimiento, desembarco en las playas de Inchon.
El regimiento tomo parte en la liberación de Seúl y más tarde en la célebre Batalla del embalse de Chosin. En los siguientes dos años y medio, los marines siguieron combatiendo a los norcoreanos y los comunistas chinos. Tras finalizar las hostilidades en julio de 1953, el 1.er Regimiento se mantuvo en Corea y actuó como una fuerza defensiva ante posibles intentos comunistas para reavivar la guerra. Regresaron a Camp Pendleton en abril de 1955. Allí permaneció durante los diez años siguientes a excepción de un breve despliegue en Bahía de Guantánamo, Cuba en 1962 durante la crisis de los misiles en Cuba.

### Guerra de Vietnam
Con la intensificación de la participación estadounidense en la guerra de Vietnam en 1965, el regimiento es enviado a Extremo Oriente, en el verano de ese mismo año. La primera operación importante en la guerra fue llevada a cabo por un batallón del 1.er  Regimiento durante la Operación Harvest Moon en diciembre de 1965. En enero de 1966, el Regimiento había terminado su traslado a Vietnam. En otoño de 1967, la zona de operaciones del 1.er Regimiento es el sector norte asignado al I Cuerpo. El invierno siguiente los comunistas lanzaron la Ofensiva del Tet. El enemigo invadió Huế, la antigua capital del imperio. Entre el 31 de enero y el 2 de marzo de 1968, elementos del 1.er  Regimiento, junto con otros marines y unidades de Vietnam del Sur, lucharon por recuperar el control de la ciudad. La encarnizada lucha en las calles y el combate cuerpo a cuerpo caracteriza la batalla. Huế fue recapturado por fin después de que el enemigo sufriera casi 1900 muertos. El regimiento se mantuvo desplegado en Vietnam del Sur los siguientes dos años y medio, participando en numerosas operaciones, tanto grandes como pequeñas. El 28 de junio de 1971, los últimos miembros del regimiento partieron Đà Nẵng y regresaron a los Estados Unidos a Camp Pendleton. Los marines del 1.er Regimiento fueron los últimos en abandonar Vietnam.

### Post Vietnam
En la primavera de 1975, marines del 1.er Regimiento prestaron apoyo principal en Camp Pendleton para la preparación de un campamento para acoger a refugiados vietnamitas en Operation New Arrivals. En 1983 fueron asignados para proporcionar el elemento de combate terrestre de la Marine Amphibious Unit (MAU) en el Pacífico Occidental.

### Operación Tormenta del Desierto y los disturbios de Los Ángeles
En agosto de 1990 Irak invadió Kuwait, el 1.er Regimiento se desplegó en apoyo de la Operación Escudo del Desierto. El 30 de diciembre de 1990, fueron designados como Task Force Papá Oso. La Task Force atacó a las fuerzas iraquíes el 23 de febrero y continuó su marcha hasta las inmediaciones del Aeropuerto Internacional de Kuwait en que las hostilidades cesaron el 27 de febrero.
Desde el 1 de mayo| al 11 de mayo de 1992, elementos del regimiento se desplegaron en la ciudad de Los Ángeles para realizar operaciones de control durante los disturbios, como parte de la Joint Special Purpose Marine Air Ground Task Force Los Angeles. Asumieron un papel destacado en sofocar los disturbios urbanos en South Los Angeles.

### Guerra de Irak

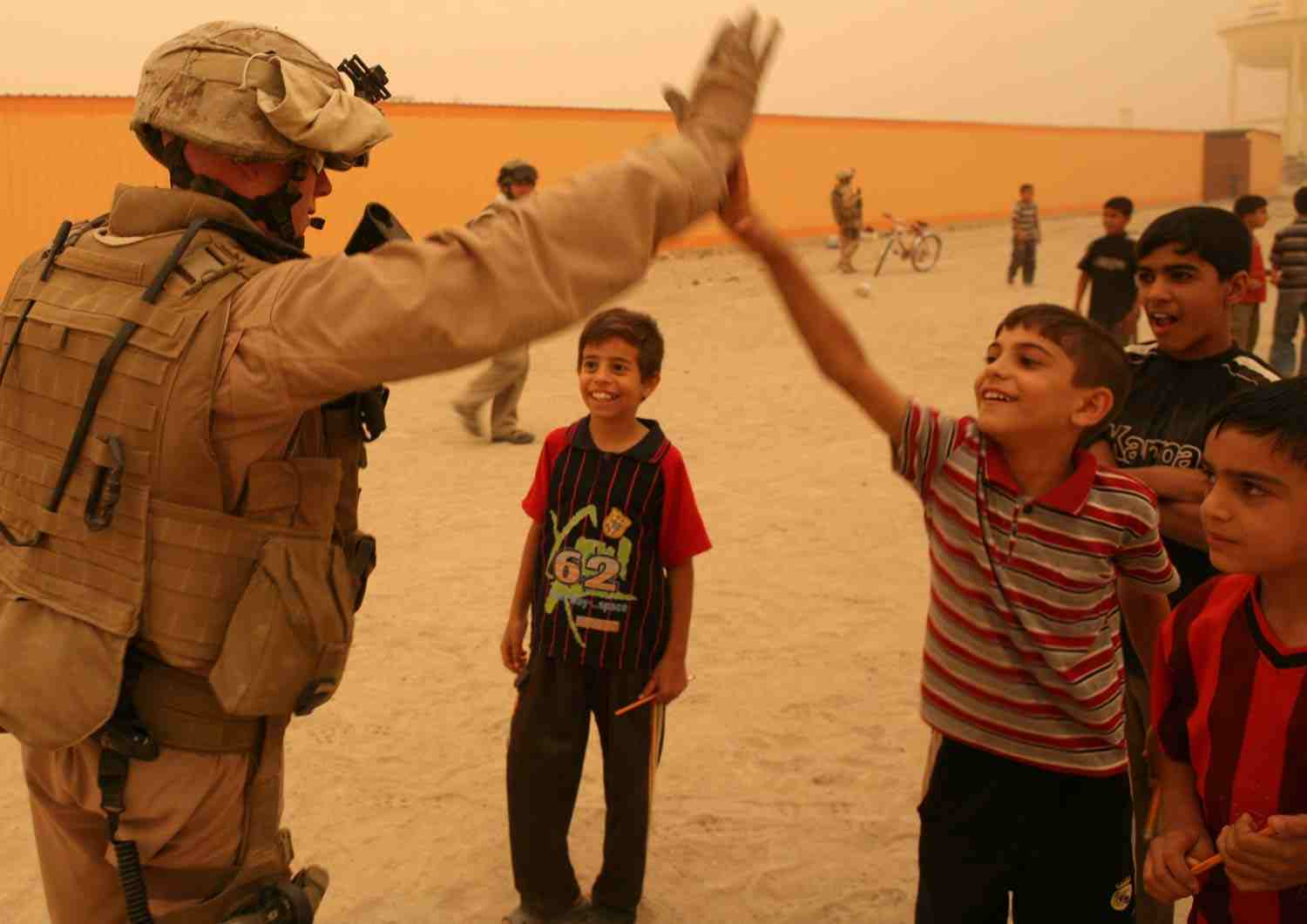
Marines del Regimiento en Faluya, enero de 2008.

En enero de 2003, el 1.er Regimiento fue desplegado en apoyo de la Operación Libertad Iraquí. Asignado como Regimental Combat Team One )(RCT-1), el regimiento luchó desde Kuwait a Bagdad, con acciones significativas en Nasiriya, Kut, y Bagdad. El 5 de abril el Coronel Joe D. Dowdy fue relevado por orden del Mayor General James Mattis y remplazado por el Coronel John Toolan, en lo que fue un acto poco usual. Tras la caída del régimen, el RCT-1 realizó operaciones de seguridad y de estabilidad en Bagdad y Al-Hillah hasta su regreso a casa en el verano de 2003.
En febrero de 2004, fueron de nuevo desplegados en la provincia de Al Anbar, Irak. A su llegada al teatro de operaciones, de nuevo como RCT-1 son enviados a relevar a la 3.ª Brigada de la 82.ª División Aerotransportada. El RCT-1 constaba de varios comandos principales subordinados a la 1.ª División de Marines y varias unidades más pequeños del Cuerpo de Marines.
El área de operaciones del RCT-1 (AO) estaba compuesto de numerosas ciudades, la más importante era Faluya. El 31 de marzo de 2004, cuatro ciudadanos estadounidenses que trabajaban para Blackwater Worldwide fueron atacados, mutilados y colgados en un puente en la ciudad. El 7 de abril de 2004, se inició la Operación Resolución Vigilante en respuesta a estos asesinatos. Después de una intensa lucha urbana, tras una resolución política el regimiento recibió la orden de salir de la ciudad.
A lo largo de septiembre y octubre de 2004, la presencia de insurgentes aumento en Faluya. Liderados por la 1.ª División de Marines, comenzó con un asalto al norte de la ciudad por parte de cuatro batallones de infantería la Operación Furia Fantasma. Designada Division Main Effort, el RCT-1 (3.er Batallón, 1.º de Marines) cruzó la línea de partida el 7 de noviembre de 2004. Después de doce días de intenso combate urbano, la 1.ª División de Marines había derrotado a los insurgentes y luchó con éxito en su camino hacia el extremo sur de la ciudad capturando la mitad occidental de Faluya.

## Medalla de Honor
Dieciocho Marines del 1.er Regimiento, han recibido la Medalla de Honor, 6 durante la Segunda Guerra Mundial, 10 durante la guerra de Corea, y dos durante la guerra de Vietnam.
| Segunda Guerra Mundial - Capitán Everett P. Pope, Peleliu - Soldado de Primera Clase William A. Foster, Okinawa - Sargento Elbert L. Kinser, Okinawa - Cabo John P. Fardy, Okinawa - Soldado Dale M. Hansen, Okinawa - Cabo Louis J. Hauge, Jr., Okinawa |  | Guerra de Corea - Soldado de Primera Clase Walter C. Monegan, Jr. - Soldado de Primera Clase Stanley R. Christianson - Teniente Primero Henry A. Commiskey - Soldado de Primera Clase William B. Baugh - Mayor Reginald R. Myers - Capitán Carl L. Setter - Sargento Harold E. Wilson - Cabo Charles G. Abrell - Soldado de Primera Clase Edward Gomez - Cabo Joseph Vittori |  | Guerra de Vietnam - Soldado de Primera Clase Gary W. Martín - Sargento Alfredo C. González |